# 坂井 (常滑市)
坂井（さかい）は、愛知県常滑市の地名。

## 地理
常滑市南端部に位置する。東は知多郡武豊町、西は伊勢湾、南は知多郡美浜町に接する。

### 学区
- 常滑市立南陵中学校[WEB 5]
- 常滑市立小鈴谷小学校[WEB 5]

### 河川
- 愛知用水幹線水路[1]

## 歴史

### 人口の変遷
国勢調査による人口および世帯数の推移。
| 1995年（平成7年）  | 332世帯 1212人 |  |
| 2000年（平成12年） | 327世帯 1143人 |  |
| 2005年（平成17年） | 352世帯 1123人 |  |
| 2010年（平成22年） | 361世帯 1085人 |  |
| 2015年（平成27年） | 346世帯 952人  |  |
| 2020年（令和2年）  | 327世帯 866人  |  |

## 交通
- 名鉄知多新線[1]
- 国道247号[1]

## 施設
- 曹洞宗東光寺[1]
- 松尾神社[2]
- 坂井温泉[2]

### WEB
1. ↑  “愛知県常滑市の町丁・字一覧”.   人口統計ラボ. 2022年3月23日閲覧。
2. 1 2  総務省統計局 (2022年2月10日). “令和2年国勢調査の調査結果(e-Stat) - 男女別人口，外国人人口及び世帯数－町丁・字等” (CSV). 2023年8月2日閲覧。
3. ↑  “愛知県常滑市の郵便番号一覧”.   日本郵便. 2022年3月22日閲覧。
4. ↑  “市外局番の一覧” (PDF).   総務省 (2022年3月1日). 2022年3月22日閲覧。
5. 1 2  “小・中学校の通学区域について”. 常滑市 (city.tokoname.aichi.jp). 2024年1月8日時点のオリジナルよりアーカイブ。2024年1月8日閲覧。
6. ↑  総務省統計局 (2014年3月28日). “平成7年国勢調査の調査結果(e-Stat) - 男女別人口及び世帯数 －町丁・字等” (CSV). 2021年7月20日閲覧。
7. ↑  総務省統計局 (2014年5月30日). “平成12年国勢調査の調査結果(e-Stat) - 男女別人口及び世帯数 －町丁・字等” (CSV). 2021年7月20日閲覧。
8. ↑  総務省統計局 (2014年6月27日). “平成17年国勢調査の調査結果(e-Stat) - 男女別人口及び世帯数 －町丁・字等” (CSV). 2021年7月21日閲覧。
9. ↑  総務省統計局 (2012年1月20日). “平成22年国勢調査の調査結果(e-Stat) - 男女別人口及び世帯数 －町丁・字等” (CSV). 2021年7月21日閲覧。
10. ↑  総務省統計局 (2017年1月27日). “平成27年国勢調査の調査結果(e-Stat) - 男女別人口及び世帯数 －町丁・字等” (CSV). 2021年7月21日閲覧。

### 書籍
1. 1 2 3 4 5 6  「角川日本地名大辞典」編纂委員会 1989, p. 1739.
2. 1 2  「角川日本地名大辞典」編纂委員会 1989, p. 1740.